# متلازمة نقص إنتاج البيض

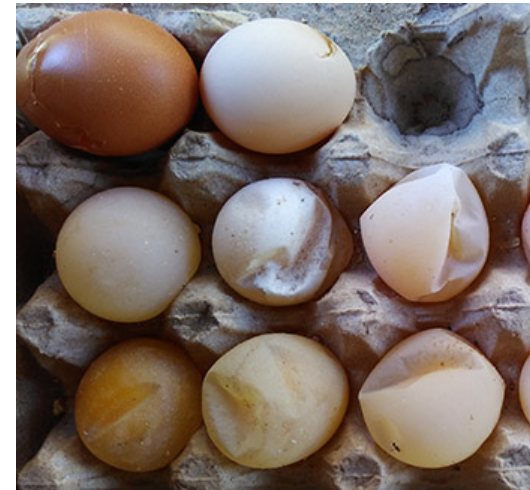

متلازمة نقص إنتاج البيض (بالإنجليزية: EDS)‏ هو مرض فيروسي يصيب الطيور تسببه فيروسات الأدينو (الفيروسات الغدية).
ينتقل عن طريق البيض والمواد الملوثة، تدوم فترة حضانته 7 ألى 9 أيام وأهم أعراضه نقص في إنتاج البيض وبيض ذو قشور رقيقة.

## وصلات خارجية
- الأمراض التي تصيب الدوجن من موقع البيطرة السورية
- EDS at The Poultry Site